# Marea Schismă

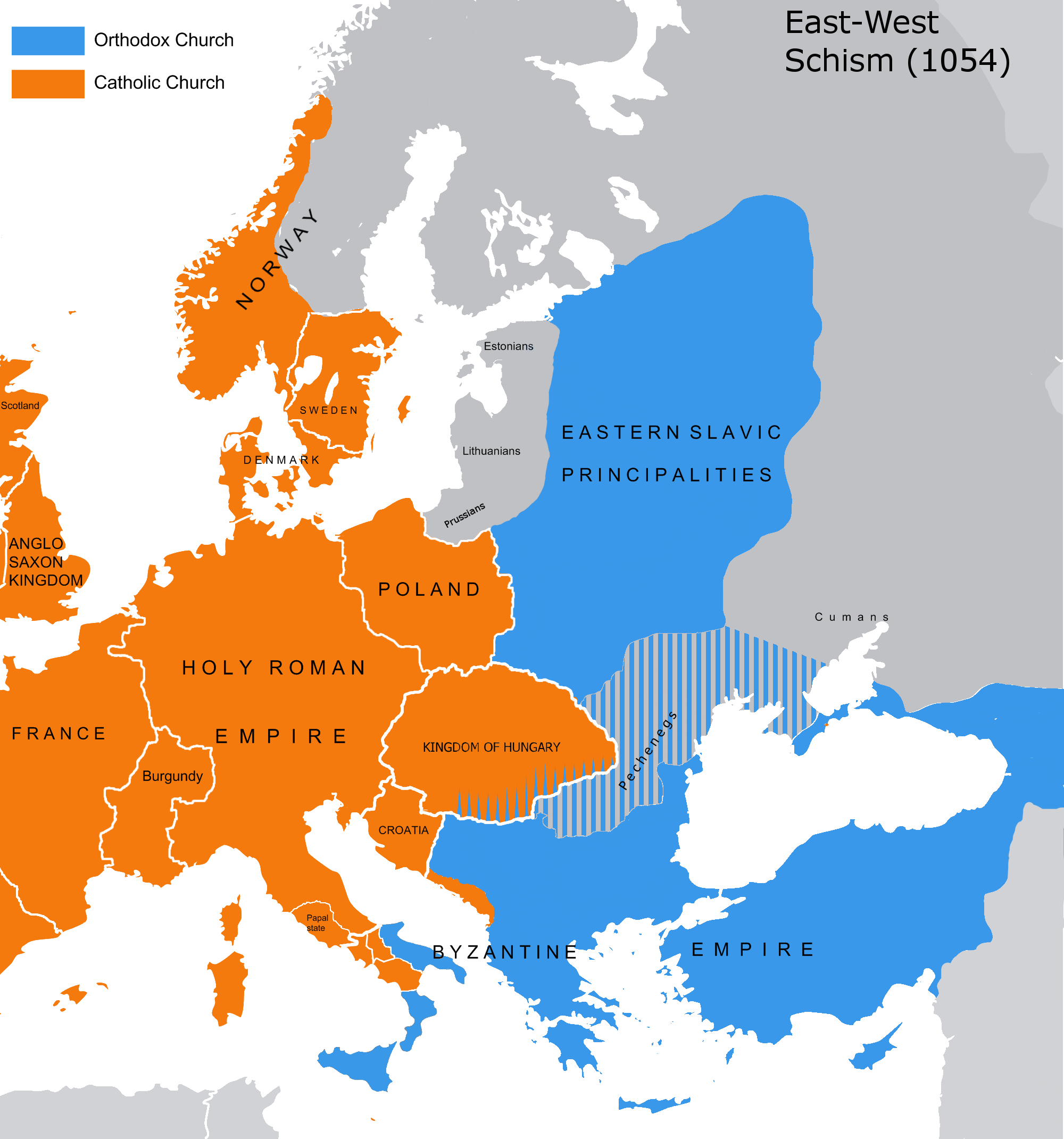
Biserica Latină și Biserica Greacă în secolul al XI-lea

Marea Schismă din 1054 a fost un eveniment care a întrerupt recunoașterea reciprocă între Biserica Romei (creștinismul apusean) și Biserica Greacă (creștinismul de tradiție bizantină). Anul în care s-a petrecut este 1054, deși tensiunile datau de multă vreme între creștinătatea latină și cea greacă. Principalele cauze au fost disputele asupra autorității papale și inserării clauzei Filioque în Crezul de la Niceea, deși au existat și alte cauze, cum ar fi disputele legate de jurisdicția asupra anumitor regiuni, sau de alte practici liturgice.

## Origini
Încă de la începuturi, Biserica a acordat un statut special unor episcopi, numiți patriarhi: episcopul Romei, episcopul Alexandriei și episcopul Antiohiei. Lor li s-au alăturat episcopul Constantinopolului și episcopul Ierusalimului, confirmați în cadrul Conciliului din Calcedon din 451 (vezi Pentarhia). Patriarhii erau superiori celorlalți episcopi ai bisericii. În timp ce Constantinopolul se baza în solicitarea unei poziții mai înalte pe argumentul că ar fi „noua Romă”, papa Romei considera că el, ca succesor al Sfântului Petru, primul dintre apostoli, ar trebui să aibă întâietate.
Dezbinarea Imperiului Roman a contribuit și ea la dezbinarea din sânul Bisericii. Teodosie cel Mare, care a murit în anul 395, a fost ultimul împărat care a domnit peste un Imperiu Roman unit; după moartea sa, teritoriul a fost împărțit în două jumătăți, estică și vestică, fiecare având propriul împărat. La sfârșitul secolului al V-lea, Imperiul Roman de Apus se dezintegrase sub presiunea triburilor germanice, în timp ce Imperiul Roman de Răsărit (Imperiul Bizantin) se bucura de o relativă stabilitate. Astfel, unitatea politică a Imperiului Roman a fost prima care a cedat.

## Generalități
Delegații papei Leon al IX-lea (1049-1054), decedat din aprilie 1054, și patriarhul Constantinopolului Mihail I Cerularie (1043-1058) au declanșat ruptura dintre cele două biserici în 16 aprilie 1054, în urma unor dezacorduri politice (lupta pentru supremație în lumea creștină) și divergențe teologice etc. Această ruptură a rămas cunoscută în istorie sub numele de Marea Schismă.
Astfel, au apărut două biserici distincte, una occidental-latină (Biserica Romano-Catolică) condusă de papă și una oriental-grecească (Biserica Ortodoxă) condusă de patriarhul „ecumenic” (adică al întregii lumi locuite). Această situație a generat o competiție între cele două sfere de putere. Fiecare din ele a încercat să-și extindă aria de influență pe seama celeilalte.
Resentimentele reciproce au fost agravate de Masacrul asupra latinilor din Constantinopol (1182), respectiv de Cruciada a patra (1202-1204), pornită pentru recucerirea Ierusalimului și terminată prin jefuirea Constantinopolului.
La Sinodul de la Ferrara și Florența (1438-1439) reprezentanții Bisericii Latine și cei ai Bisericii Grecești au ajuns la un acord de unire, care nu a fost însă de durată.
Patriarhul Constantinopolului este considerat de majoritatea bisericilor ortodoxe drept conducător onorific al ortodoxiei. Este cunoscută poziția de „primus inter pares”, pe care o are față de celelalte biserici autocefale, aflate în deplină comuniune liturgică.

## Schisma

### Catalizatori
Tensiunile dintre est și vest au avut mai multe cauze:
- Leon al III-lea Isauricul a interzis venerarea icoanelor în secolul al VIII-lea. Această abordare a primit numele de iconoclasm, și a provocat tensiuni puternice în Imperiul Bizantin, fiind respinsă complet de papi;
- Inserarea în Apus a Clauzei Filioque în Crezul de la Niceea;
- Dispute în Balcani, Italia de sud și Sicilia, asupra cui avea jurisdicție în acele zone (biserica apuseană sau cea răsăriteană);
- Titlul Patriarhului Constantinopolului de patriarh ecumenic, înțeles la Roma ca patriarh universal, și, deci, disputat;
- Dispute asupra faptului că patriarhul Romei, papa, ar trebui să aibă o mai mare autoritate decât ceilalți patriarhi;
- Conceptul cezaropapismului, o concentrare a puterii religioase și politice în mâinile aceleiași persoane;
- După ascensiunea islamului, slăbirea relativă a influenței patriarhilor Antiohiei, Ierusalimului și Alexandriei a dus la polarizarea politicii interne a Bisericii între Roma și Constantinopol;
- Anumite practici liturgice din Occident care erau considerate inovații nedorite în Orient, de exemplu, folosirea pâinii nedospite pentru euharistie;
- Celibatul între preoții din Occident, obligatoriu, față de cel din Orient, unde oamenii căsătoriți aveau, totuși, acces la funcții bisericești;
- Practica în Răsărit a Isihasmului , rugăciunea sincronizată cu ritmul respirator;

Ramurile creștinismului

### Eveniment premergător
Pe 18 iunie 1053, la Civitate (Civitella del Fortore, lângă Foggia de astăzi), o coaliție inițiată de papa Leon al IX-lea și formată din mercenari suabi, din italieni și din lombarzi a fost înfrântă sever de normanzi, iar Suveranul Pontif a fost luat prizonier, captivitatea lui Leon al IX-lea durând aproape nouă luni. Eliberarea a avut loc pe 12 martie 1054, cu puțin înaintea decesului survenit pe 19 aprilie 1054. 
Excomunicarea patriarhului Mihail I Celularie a fost publicată de cardinalul Humbert de Silva Candida în data de 16 iulie 1054, în plin interregn, noul papă, Victor al II-lea, fiind ales la 13 aprilie 1055.